# Андел (Нідерланди)
Андел (нід. Andel) — село в нідерландській провінції Північний Брабант. Входить до муніципалітету Алтена.
Його площа становить 6,23 км², а населення станом на 2021 рік складало 2 530 осіб.
До 1973 року мало статус окремого муніципалітету.

## Галерея

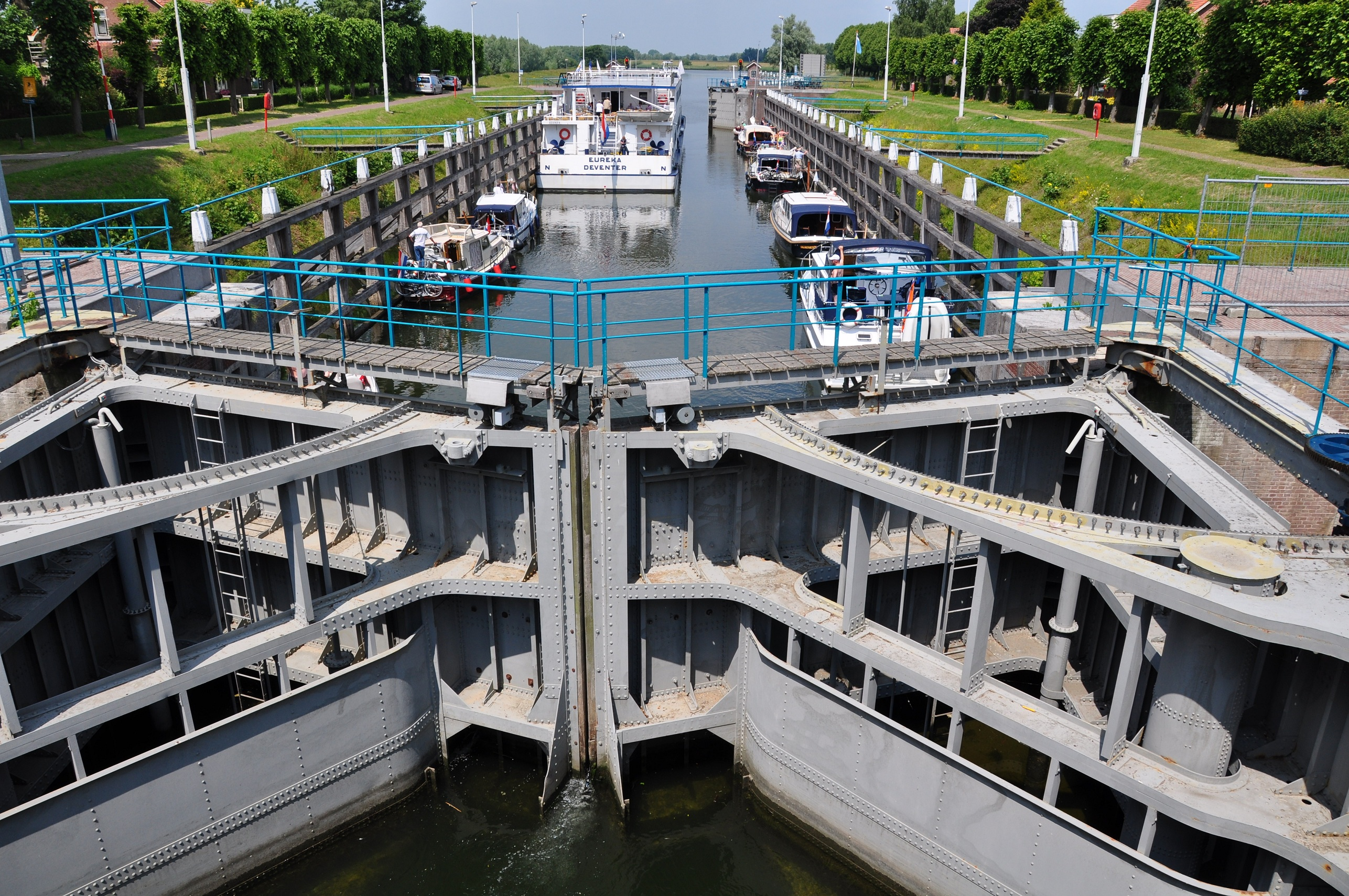
Шлюз в Анделі
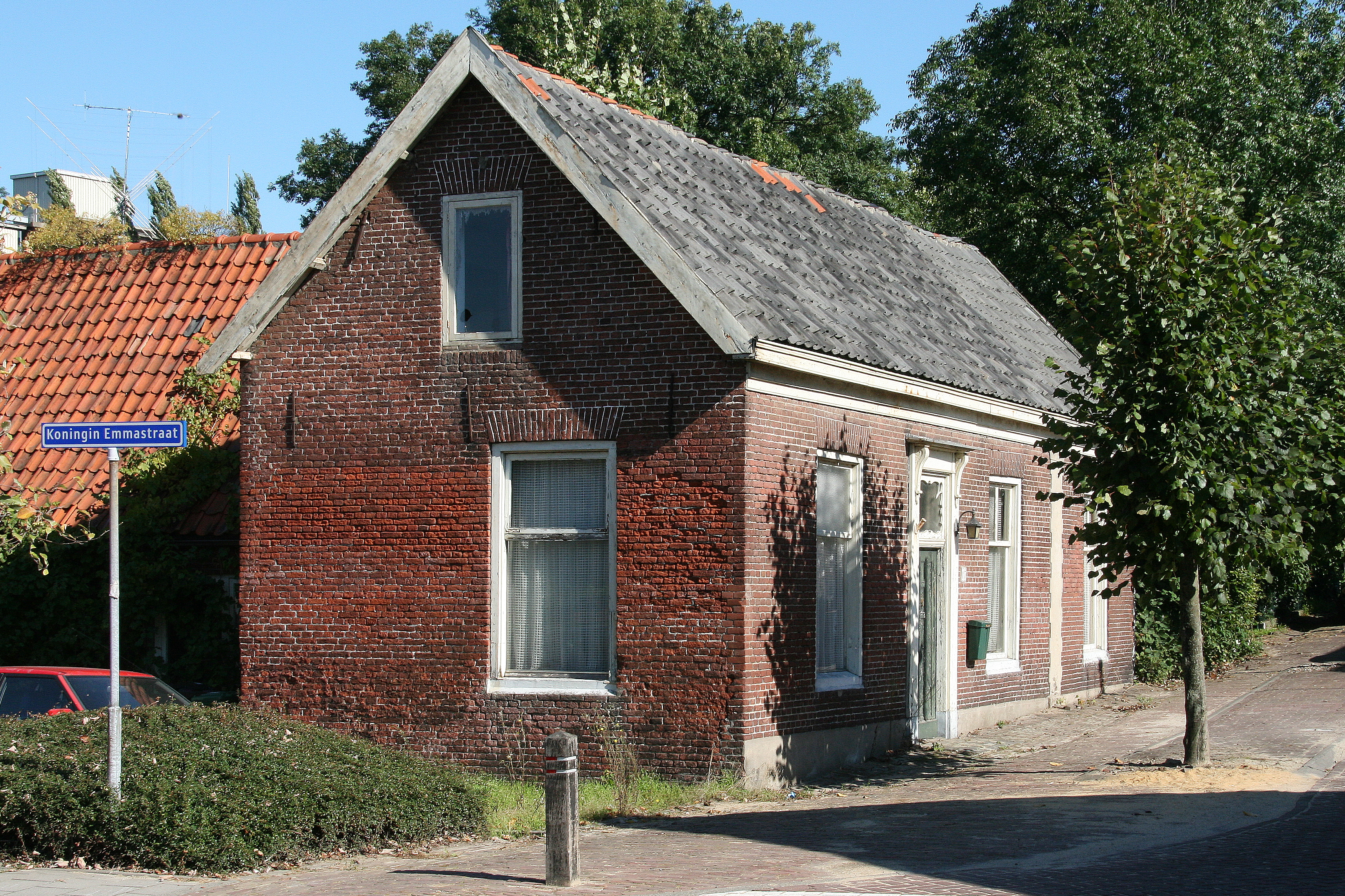
Будинок в Анделі
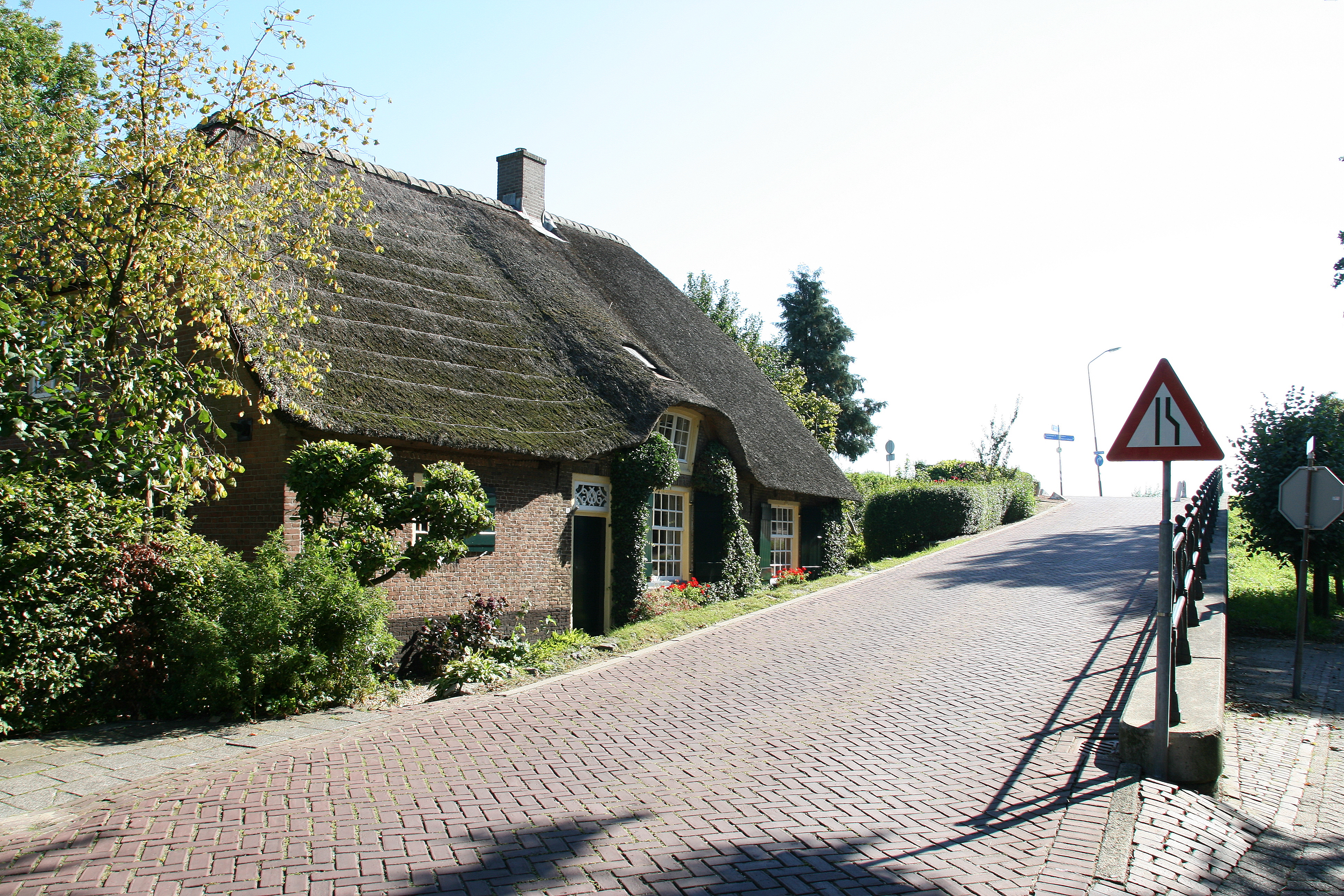
Будинок в Анделі